# ZESCO United FC
ZESCO United FC je zambijský fotbalový klub, který sídlí ve městě Ndola v provincii Copperbelt. Domácí zápasy hraje na stadionu Levy Mwanawasa Stadium, pojmenovaném po bývalém prezidentovi Levy Mwanawasovi. Klub byl založen v roce 1974 a jeho vlastníkem je státní energetická společnost ZESCO (Zambia Electricity Supply Corporation). ZESCO United získalo 7 titulů mistra Zambie (2007, 2008, 2010, 2014, 2015, 2017, 2018), v roce 2006 vyhrálo Zambian Cup. Největším mezinárodním úspěchem byl postup do semifinále Ligy mistrů CAF v roce 2016.